# Cirrhilabrus rubrimarginatus
Cirrhilabrus rubrimarginatus là một loài cá biển thuộc chi Cirrhilabrus trong họ Cá bàng chài. Loài này được mô tả lần đầu tiên vào năm 1992.

## Từ nguyên
Từ định danh rubrimarginatus được ghép bởi hai âm tiết trong tiếng Latinh, ruber ("đỏ") và marginatus ("có viền ở rìa"), hàm ý đề cập đến dải màu đỏ tươi nổi bật ở sát rìa vây lưng và vây đuôi.

## Phạm vi phân bố và môi trường sống
C. rubrimarginatus có đến ba kiểu hình được ghi nhận, và được phân bố ở ba khu vực không chồng lấn lên nhau. Kiểu hình chuẩn (trùng với mô tả đầu tiên và vị trí mà mẫu định danh được thu thập) được tìm thấy tại vùng biển phía nam Nhật Bản (bao gồm quần đảo Ryukyu) trải dài đến đảo Đài Loan, Palau, Papua New Guinea và quần đảo Solomon. Kiểu hình thứ hai được biết đến tại Indonesia và Philippines. Kiểu hình còn lại giới hạn trong khu vực Melanesia (Fiji, Tonga, Nouvelle-Calédonie và Vanuatu).
Loài này sống tập trung gần các rạn san hô trên nền đá vụn ở độ sâu khoảng 2–52 m.

## Mô tả
Chiều dài lớn nhất được ghi nhận ở C. rubrimarginatus là gần 13 cm. Kiểu hình chuẩn của cá đực có màu hồng nhạt đến xám nhạt. Thân có rất nhiều chấm đỏ. Phần đầu có nhiều vệt sọc vàng, đứt đoạn thành từng đốm và thấy nhiều nhất ở trên ngực. Vùng lưng trước thường ánh màu xanh lục. Phần lưng sau đôi khi có màu cam đậm, nhưng chủ yếu ở những con đực đã lớn. Vây lưng có một dải đỏ đặc trưng ở rìa ngoài, lốm đốm các vệt vàng ở gần gốc. Vây hậu môn màu trắng nhạt, cũng có các vệt vàng như vây lưng. Vây đuôi cũng có một dải đỏ đặc trưng ở sát rìa sau như vây lưng. Các vây này đều có viền mỏng màu xanh óng ngay rìa. Vây bụng rất dài, vượt qua vây hậu môn, màu vàng.
Số gai ở vây lưng: 11; Số tia vây ở vây lưng: 9; Số gai ở vây hậu môn: 3; Số tia vây ở vây hậu môn: 9; Số tia vây ở vây ngực: 15; Số gai ở vây bụng: 1; Số tia vây ở vây bụng: 5.

## Phân loại học
C. rubrimarginatus là loài chị em gần nhất với Cirrhilabrus lineatus và Cirrhilabrus rhomboidalis.

## Thương mại
C. rubrimarginatus được thu thập ngành trong ngành buôn bán cá cảnh, được bán với giá khoảng 80 USD một con tại Hoa Kỳ.